# نحو المجد (فلم)
نحو المجد هو فيلم رومانسي أُنتج في مصر سنة 1948.
يقاسي «خالد» الشاب الجامعي العصامي من معاملة أبيه عبد العزيز بك مسلوب الشخصية، ومن مكائد زوجة أبيه منيرة وأختها «فردوس» سيئة السلوك، إلا أنه لا يتوانى عن السعي في طريق مستقبله بتوفيق، يسكن مع زميلين له في الجامعة، أحدهما طيب والآخر شرير يتآمر ضده، ويحاول اغتياله في اللحظة التي يخطب فيها في الجماهير دفاعًا عن قضية العمال. يقف خالد ضد رحمي بك ويعارض شعاراته الرنانة وآراءه الهدامة، هذا الرجل الذي يحاربه ويشن الحملات ضده هو والد محبوبته وزميلته في الجامعة سهير؛ الأمر الذي يضعف من عزمه على الوقوف ضد هذا الرجل الأفاق الظالم رحمي، ووراءه صفوف من الشباب والزملاء المؤمنين به وبقضيته، لكنه يستمر في نضاله إلى أن ينتصر.

## البطولة
| - حسين صدقي - فاتن حمامة - أحمد علام - كمال الشناوي | - لولا صدقي - مختار عثمان - سعاد مكاوي - محمد الديب | - جراسيا قاصين - ميمي شكيب - محمود شكوكو |

### فريق العمل
| - محمد كامل حسن المحامي: قصة وسيناريو وحوار - عبد الحميد يونس: قصة وسيناريو وحوار - حسين صدقي: سيناريو وحوار - حسين صدقي: مخرج - فيكتور انوشفسكي: مساعد المصور | - ريشار سلامة: مساعد المصور - ألفيزي أورفانيللي: مصور - ألبير نجيب: مونتير - فيتشي أورفانيللي: مهندس الصوت | - أفلام مصر الحديثة "حسين صدقي": منتج - حسين صدقي: مدير الإنتاج - منتخبات بهنا فيلم: موزع - محمود الشريف: الألحان | - محمود شكوكو: الألحان - روبرت شارفنبرج: منفذ المناظر - ستوديو لاما: استوديو التصوير - ستوديوهات (حدائق شبرا): استوديو التصوير |

## روابط خارجية
- مقالات تستعمل روابط فنية بلا صلة مع ويكي بيانات